# Hestimoides striolatus
Hestimoides striolatus là một loài bọ cánh cứng trong họ Cerambycidae.